# Dessine-moi une planète
Pour plus de détails, voir Fiche technique et Distribution.
Dessine-moi une planète est un film français réalisé par Robin Bourlet et Léo Riehl, sorti en 2022.
Le film suit Auguste et Mila. Ils sont frères et sœurs mais ne se comprennent plus. Auguste est rêveur, dans son monde, passionné d’astronomie. Elle, est une ado en colère, scolarisée dans un internat, et incomprise par leur mère, Marie, souvent absente.

## Synopsis
Dessine-moi une planète retrace l’évolution complexe de deux adolescents bloqués dans un monde dans lequel ils ne trouvent pas leur place.
Auguste a quinze ans, c’est un garçon lunaire, très intelligent et cartésien, passionné par l’astronomie depuis qu’il est enfant. Il doit gérer le deuil de son grand-père décédé trois mois
plus tôt et se refuge régulièrement chez lui, au milieu de ses souvenirs. Mila quant à elle, de deux ans son aînée, est presque une jeune femme aux allures d’ado détestable, nulle en classe, incontrôlable, fêtarde, scolarisée dans un internat loin de Paris. Alors que celle-ci monte sur Paris pour les vacances de Pâques, Auguste découvre chez son grand-père un secret de famille qui remet en cause tout son petit monde solitaire. Mila est adoptée. Mais l’est-il aussi ? Comment aborder le sujet avec, Marie, leur mère débordée souvent absente, et avec Mila qu’il déteste ? Le garçon garde le sujet pour lui... mais cette découverte prend de plus en plus d’ampleur... jusqu’à redessiner la vision du monde de cette famille désaccordé.

## Fiche technique
Sauf indication contraire, les informations mentionnées dans cette section peuvent être confirmées par les bases de données cinématographiques IMDb et Allociné,  présentes dans la section « Liens externes ».
- Titre : Dessine-moi une planète
- Réalisation : Robin Bourlet et Léo Riehl
- Scénario : Léo Riehl
- Photographie : Lucien Peignier
- Son : Echo Abt, Matisse Heberer, Pierre-Alain Leroy
- Musique : Clément Ferrigno
- Décors : Marine Marcinow
- Costumes :  Léo Defives
- Montage : Robin Bourlet et Lucien Peignier
- Production : Damien Picard
- Sociétés de production : Obelus Production
- Date de sortie : 26 novembre 2022
- Pays d'origine :  France
- Langue originale : français
- Genre : drame
- Durée : 70 minutes
- Support : numérique et couleur

## Distribution
Sauf indication contraire, les informations mentionnées dans cette section peuvent être confirmées par les bases de données cinématographiques IMDb et Allociné,  présentes dans la section « Liens externes ».
- Mathieu Capella : Auguste Armstrong
- Camille Leberquier : Mila Armstrong
- Véronique Bessières : Marie Armstrong
- Léo Riehl : Vincent
- Jean Auzilleau : Georges Armstrong
- Jérémie Baré : Le CPE
- Robin Bourlet : Le fêtard
- Arnaud Dezit : Le passant
- Emmy Grospeiller : La punk

## Production

### Tournage
- Dates de tournage : du 1er août au 15 août 2021 à Paris et à Chocques en décors naturel.